# Vicki-Lee Walberg
Vicki-Lee Walberg (Blackpool, ...) è una modella britannica, eletta Miss Regno Unito nel 1997, e rappresentante del Regno Unito in occasione del concorso di bellezza internazionale Miss Mondo 1997.
Al 2012, la Walberg è stata l'ultima delegata britannica a riuscire ad entrare nella top ten del concorso. Successivamente, la Walberg ha lavorato in televisione, comparendo fra l'altro nell'edizione del 2002 del programma Play Your Cards Right condotto da Bruce Forsyth su ITV.